# Verrieselung (Weinbau)

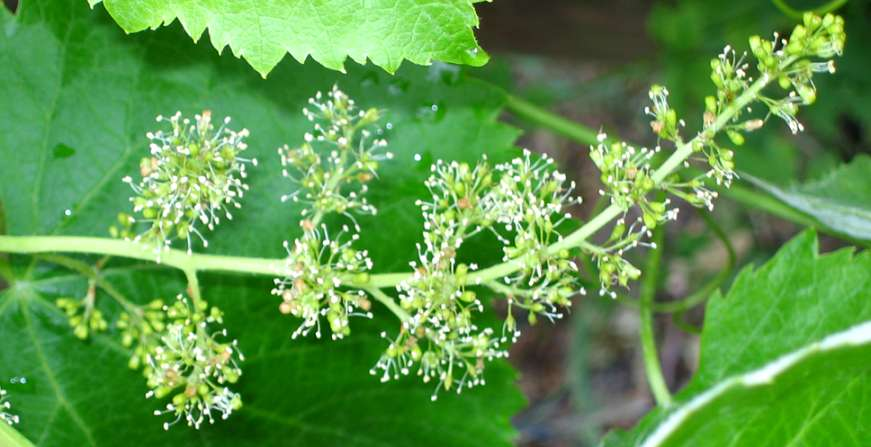
Blütenstand

Bei der Verrieselung im Weinbau werden ungewöhnlich viele Blüten oder kleine Beeren vom Stielgerüst abgestoßen. Normalerweise liegt der Anteil der Blüten, die sich zu Beeren entwickeln, je nach Rebsorte bei lediglich 30 bis 60 Prozent (= Durchblührate). Dies ist normal, da die Rebe unmöglich alle Früchte zur Vollreife bringen könnte. Die Verrieselung ist eine Befruchtungsstörung und zählt damit zur Familie der physiologischen Störungen der Weinrebe. Die Befruchtungsstörung kann bis ca. 3 Wochen nach der Blüte auftreten. Häufig spielen die klimatischen Bedingungen während dieser Zeit eine wichtige Rolle. Als Resultat der Verrieselung kommt es zu Kleinbeerigkeit und damit zu einer Ertragsminderung. Einige Rebsorten wie Grenache, Malbec, Merlot aber auch Ortega und Muskat-Ottonel neigen verstärkt zum Verrieseln.

## Ursache und Wirkung
Für das Aufblühen der Rebe (Stadium 61 gemäß der BBCH-Skala für Weinreben) muss die mittlere Tagestemperatur mindestens 15 °C, besser jedoch 20–25 °C betragen. Beim Aufblühen erfolgt die Bestäubung der Blüten. Zu einem Beerenansatz kommt es, wenn mindestens eine Samenanlage in einem Fruchtknoten befruchtet wird. Ohne Befruchtung durch den Pollenschlauch können sich nur kleine, kernlose Beeren (Jungfernbeeren) bilden. Insbesondere die Rebsorten Huxelrebe und Gewürztraminer neigen zur Bildung von Jungfernbeeren.
Das Verrieseln, also das Abstoßen von Blüten oder kleinen Beeren, kann viele Ursachen haben. Allen Ursachen gemein ist eine Störung der Kohlenhydratversorgung im Pflanzengewebe:
- Klimatische Bedingungen: Regen, Kälte, aber auch große Hitze während der Blüte können die Entwicklung der Eizelle, die Bestäubung oder die Befruchtung stören.
- Lichtmangel, starkes Entblättern des Rebstocks, Chlorose oder Hagelschlag während der Blüte beeinträchtigen die Versorgung der Gescheine mit Assimilaten.
- Nährstoffmangel oder -überschuss kann zu einer Beeinträchtigung der Befruchtung führen. Dem Bor kommt bei der Befruchtung eine bedeutende Rolle zu. Aber auch ein Mangel der Elemente Molybdän, Zink oder Phosphor senkt die Durchblührate.
- Unangepasste Wüchsigkeit (übermäßiges oder zu schwaches Wachstum) durch schlechten Rebschnitt, eine unangepasste Reberziehung oder die falsche Unterlagsrebe kann zur Verrieselung führen.
- Der unsachgemäße Einsatz von Herbiziden, ein zu hoher Anteil von Schadgasen wie zum Beispiel Schwefeldioxid, aber auch diverse Schadorganismen wie der Rote Brenner oder Eutypiose können Verursacher sein.
- Befall von einer Viruskrankheit wie z. B. der Reisigkrankheit.

## Maßnahmen

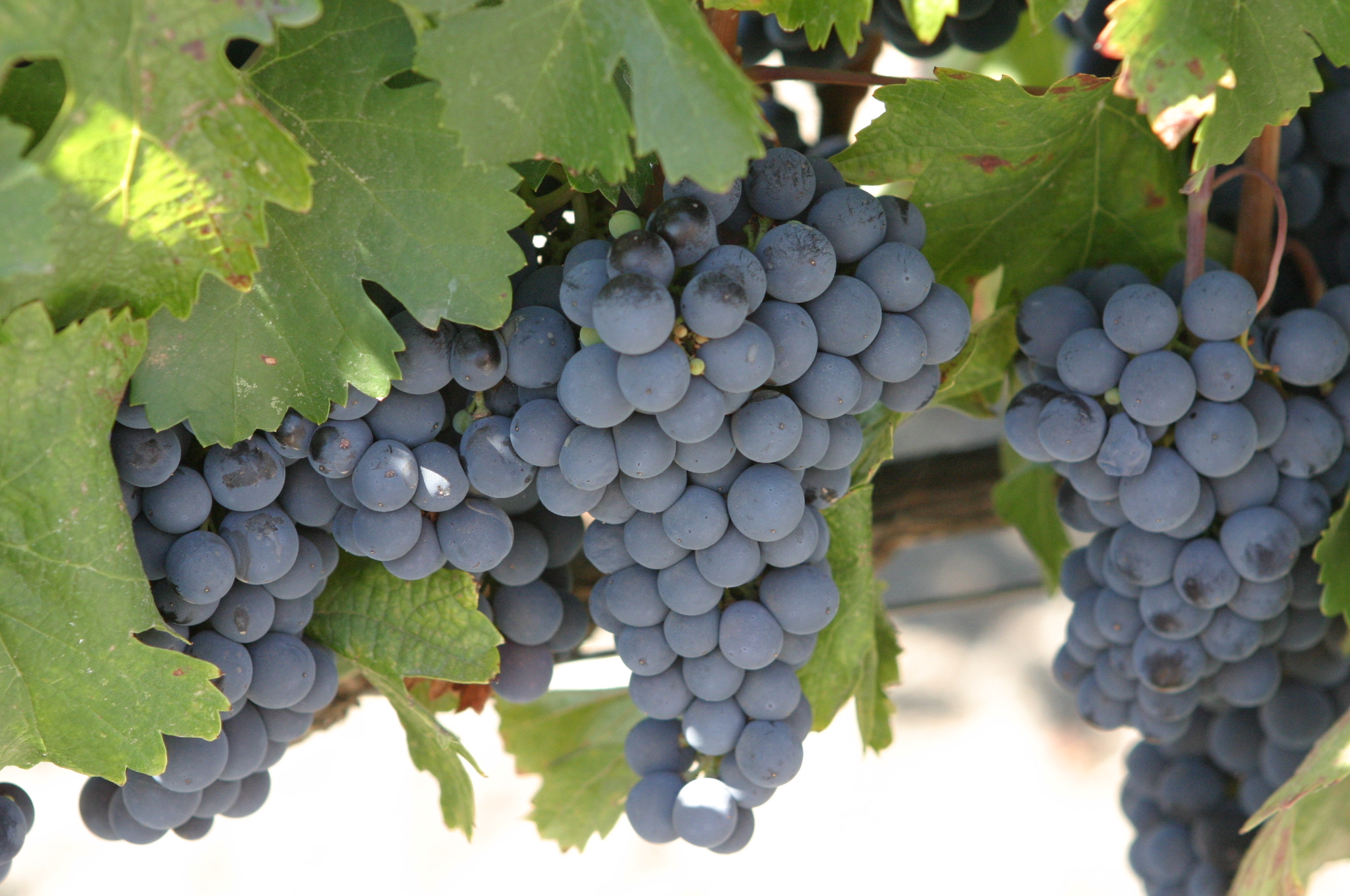
Die Rebsorte Malbec ist anfällig gegen das Verrieseln. Die Klonselektion sorgt für eine partielle Abhilfe.

Der Einfluss des Winzers ist beschränkt. Es fällt meist schwer, auf Rebsorten wie Gewürztraminer, Merlot oder Malbec zu verzichten. Im Rahmen der Klonselektion gelingt es jedoch, weniger anfällige Spielarten der genannten Rebsorten herauszufiltern. Das Ausdünnen überzähliger Triebe kann den Nährstoffmangel je Traube senken. Ein probates Mittel stellt die Triebspitzenkappung dar, um die Kohlenhydratkonkurrenz von der Triebspitze zum Geschein zu verlagern.
Durch die Auswahl geeigneter Unterlagssorten kann die Wüchsigkeit der Rebe auf die Bedingungen vor Ort angepasst werden.